# Chris Gaines
Chris Gaines é um cantor fictício, criado e interpretado pelo Garth Brooks, o qual nasceu em Brisbane, na Austrália em 1999, quando lançou o álbum Garth Brooks in... The Life of Chris Gaines.